# Liga Véneta
La Liga Veneta (Łiga Vèneta en véneto) es un partido político venetista de Véneto, Italia.

## Historia
Fundada en 1980, la Liga fue un miembro fundador de la Liga Norte en 1991 con la Liga Lombarda (fundada en 1984 por Umberto Bossi) y otras ligas regionales del norte de Italia. En las últimas elecciones regionales, que se celebraron en 2010, el partido se ha ganado su 35,2% de los votos en el Véneto, y uno de sus miembros, Luca Zaia, ha sido elegido presidente de la región con el 60,2% de los votos.

### Intento de asalto de la plaza de San Marcos en 2014
El 2 de abril de 2014 la policía italiana detuvo a 24 personas presuntamente implicadas en un intento de asalto de la plaza de San Marcos de Venecia, para el que habían transformado una excavadora en un tanque rudimentario dotado de un cañón de 12 milímetros. Su propósito era proclamar la independencia de la región del Véneto. Entre los detenidos se encontraba un exparlamentario de la Liga Véneta y dos personas que en 1997 ya participaron en un intento similar cuando un grupo de independentistas vénetos se subieron al campanario de la plaza para colocar allí la bandera de la vieja República de Venecia —una acción por la que fueron condenados a tres años de servicios sociales—. «Nosotros somos vénetos y los italianos son extranjeros», declaró al diario español El País un independentista.

### Liderazgo
- Secretario Nacional: Achille Tramarin (1980−1983), Marilena Marin (1983−1984), Franco Rocchetta (1984−1985), Marilena Marin (1985−1994), Fabrizio Comencini (1994−1998), Gian Paolo Gobbo (1998−presente)
- Presidente Nacional: Franco Rocchetta (1991−1994), Gian Paolo Gobbo (1994−1998), Giuseppe Ceccato (1998–1999), Manuela Dal Lago (2001−2008), Flavio Tosi (2008−presente)
- Presidente del Grupo en el Consejo Regional: Franco Rocchetta (1985–1994), Gian Paolo Gobbo (1994–2000), Flavio Tosi (2000–2002), Franco Manzato (2002–2008), Gianpaolo Bottacin (2008–2009), Roberto Ciambetti (2009–2010), Federico Caner (2010–presente)